# Bad Child
A Bad Child Toni Watson, művésznevén Tones and I ausztrál énekesnő dala. 2020. március 12-én jelent meg a Bad Batch Records kiadó gondozásában, Ausztráliában és Új-Zélandon a Sony Music-nál, míg világszerte az Elektra Records kiadónál. A Bad Child-ot egyszerre jelentették meg Can’t Be Happy All the Time című dallal.

## Háttér
2020 március 11-én Watson bejelentette, hogy másnap új dalokkal jelentkezik. A Bad Child a Can’t Be Happy All the Time-mal együtt jelent meg, és egy animált dalszöveges videóklipet is bemutattak hozzá. Az énekesnő elmondta, hogy ez volt az első alkalom, hogy valaki más szemszögéből írt meg egy dalt. Hozzátette, hogy a dal arról szól, hogy milyen más szemén keresztül látni felnőni valakit.

## Videóklip
A dalhoz készült videóklipet a Visible Studios készítette, rendezői Nick Kozakis és Liam Kelly voltak, és 2020. április 9-én jelent meg. A klip főszereplője egy Jimmy nevű fiú, aki egy furcsa álomvilágba kerül, amelyben múltbéli traumáit éli át újra, mielőtt megmentené Tones and I fiatalkori énje.

## Számlista
Az összes dal szerzője Toni Watson. 
|    | Cím                         | Hossz |
| -- | --------------------------- | ----- |
| 1. | Bad Child                   | 3:41  |
| 2. | Can’t Be Happy All the Time | 4:16  |

## Közreműködők listája
A dalban közreműködők listája a Tidalon található információk alapján.
- Toni Watson – dalszerző, producer
- Konstantin Kersting – producer, hangkeverés
- Andrei Eremin – maszterelés
- Randy Belculfine – felvételek

## Slágerlistás helyezések
| Slágerlista (2020)                    | Legjobb helyezés |
| ------------------------------------- | ---------------- |
| Ausztrália (ARIA)                     | 15               |
| Csehország (Rádio Top 100)            | 59               |
| Kanada Digital Song Sales (Billboard) | 39               |
| Norvégia (VG-lista)                   | 13               |
| Svájc (Schweizer Hitparade)           | 73               |
| Svédország (Sverigetopplistan)        | 79               |
| Új-Zéland Hot Singles (RMNZ)          | 5                |
| US Hot Rock Songs (Billboard)         | 19               |

| Slágerlista (2020) | Helyezés |
| ------------------ | -------- |
| Austtrália (ARIA)  | 85       |

## Minősítések
| Ország          | Minősítés    | Eladások |
| --------------- | ------------ | -------- |
| Ausztrália ARIA | Platinalemez | 70 000   |